# Baturin
Baturin (en ucraniano: Батурин) es una ciudad ucraniana perteneciente al raión de Nizhyn de la óblast de Chernígov.
En 2022, la ciudad tenía una población de 2406 habitantes. Es sede de un municipio que incluye como pedanías veintiséis localidades rurales, con una población municipal total de unos siete mil habitantes. El municipio se formó en 2016 mediante la fusión del ayuntamiento de la ciudad (que hasta entonces no tenía pedanías) con los vecinos consejos rurales de Horodyshche y Matíyivka, a los que se añadieron en 2020 los consejos rurales de Krasné, Mytchenky, Óbmachiv y Pálchyky. El área formaba parte hasta 2020 del raión de Bájmach.
Se ubica a medio camino entre Nizhyn y Hlújiv sobre la carretera M02, en el punto en el que esta carretera pasa sobre el río Seim. La ciudad está unos 15 km al norte de Bájmach y unos 25 km al noroeste de Konotop.

## Historia
La evidencia de asentamientos en el área de la actual Baturin se remonta a la Era Neolítica, habiéndose desenterrado también restos de la Edad del Bronce y escitas. De acuerdo a algunos escritores modernos, la fortaleza más antigua de Baturin habría sido edificada por el Principado de Chernígov en el siglo XI. El nombre contemporáneo para el asentamiento, sin embargo, es mencionado por primera vez en 1625, en referencia a la fortaleza de Esteban I Báthory, Rey de Polonia, Príncipe de Transilvania y Gran Duque de Lituania, que fue construida y nombrada en su honor. El área perteneció a la Mancomunidad de Polonia-Lituania (en el Voivodato de Kiev en la Corona de Polonia) a partir de la unión de Lublin. Le fue arrebatado el control de la ciudad durante Rebelión de Jmelnytsky, durante la cual los rutenos consiguieron un cierto grado de autonomía bajo el hetman Bohdán Jmelnytsky y su estado cosaco. En 1648, Baturin fue convertida en un sotnia (centro regional cosaco), albergando en primer lugar al Regimiento Cosaco de Starodub, y posteriormente al Regimiento de Nizhyn.
Hacia 1654, Baturin, hogar de 486 cosacos y 274 aldeanos, obtuvo el Derecho de Magdeburgo. Con el crecimiento del asentamiento, atrajo a las mercaderes, celebrándose grandes ferias en la localidad. Fue capital del Hetmanato cosaco (república autónoma cosaca en el margen izquierdo de Ucrania desde 1669 a 1708, y desde 1750 a 1764. En baturin fue donde el hetman Iván Briujovetski firmó los Estatutos de Baturin en 1663, que desarrollaba el acuerdo con el Zarato ruso que Jmelnytsky había iniciado con el Tratado de Pereyáslav en 1654.
El área prosperó bajo el gobierno del hetman Iván Mazepa (1687-1708), incrementándose su tamaño y población  (que alcanzó los 20.000 residentes). Baturin ostentaba cuarenta iglesias y capillas, dos monasterios y un colegio para los funcionarios del gobierno y diplomáticos (el Kantseliarski Kurin). En 1708, los Cosacos zaporogos se vieron involucrados en la Gran Guerra del Norte, en la que el hetman Mazepa respaldaba a Suecia y su guerra contra el Imperio ruso, y por la independencia de Ucrania. El 13 de noviembre de 1708, Baturin fue saqueada y arrasada por el ejército ruso de Aleksandr Ménshikov, siendo masacrados todos sus habitantes. Dmytró Chéchel, el oficial comandante de la guarnición de Baturin fue torturado y ejecutado. Las estimaciones sobre la matanza del historiador Serhiy Pavlenko alcanzan los 6-7.5 miles de civiles y los 5-6.5 miles de militares. La población de la ciudad en 1708 era de 20.000 habitantes, mientras que en 1726 era una ciudad fantasma.

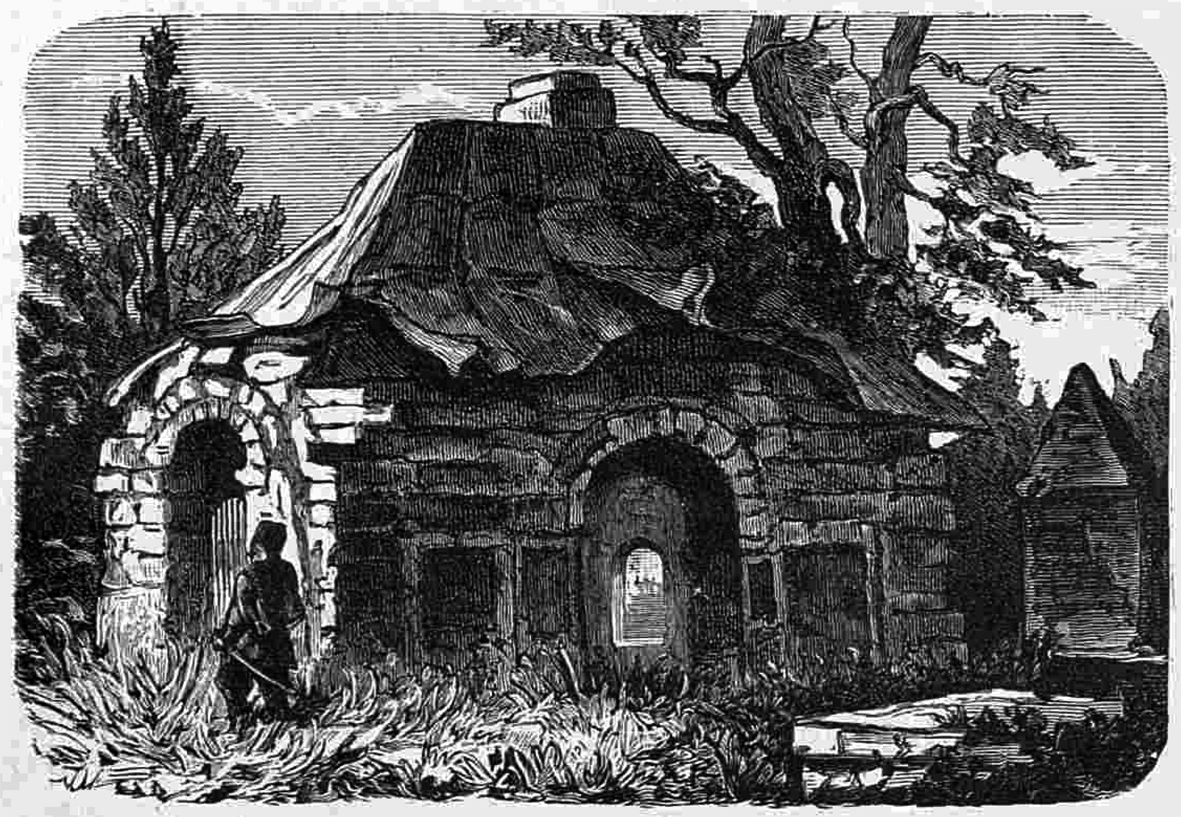
Las ruinas de la casa Mazepa en el.

La ciudad fue reconstrudia en la década de 1750, sirviéndole de capital al hetman Kiril Razumovski (hermano de Alekséi Razumovski), cuyo palacio sería diseñado por Andréi Kvásov en estilo barroco (siendo reconstruido en estilo neoclásico por Charles Cameron en 1799-1803). La casa en la que vivió el famoso cosaco Vasili Kochubéi, que fue construida unos 50 años antes, está actualmente rodeada por un parque que lleva su nombre (aunque el edificio fue devastado durante la Segunda Guerra Mundial, fue restaurado durante tiempos soviéticos).
Tras la muerte del hetman Razumovski, la ciudad perdió mucho peso político. En 1756, se construyó una fábrica textil con 12 máquinas de tejer, aunque alcanzaría el número de 76. Cuando la emperatriz rusa Catalina II abolió el estado cosaco e incorporó su territorio al Imperio ruso, Baturin continuó fabricando textiles, para alimentar al creciente demanda de alfombras. En 1843 Tarás Shevchenko permaneció en la ciudad, describiendo en sus pinturas muchas de sus vistas arquitectónicas.
En junio de 1993, la Rada Suprema declaró a Baturin centro de un sitio nacional de la historia y cultura ucraniana. En agosto de 2002, el presidente Víktor Yúshenko, se aprobó un programa gubernamental para restaurarle a Baturin su antigua gloria.
El 22 de enero de 2009 este presidente oficialmente abrió el Complejo Monumental de la "Capital de los Hetman", con el Palacio Razumovski.

## Patrimonio

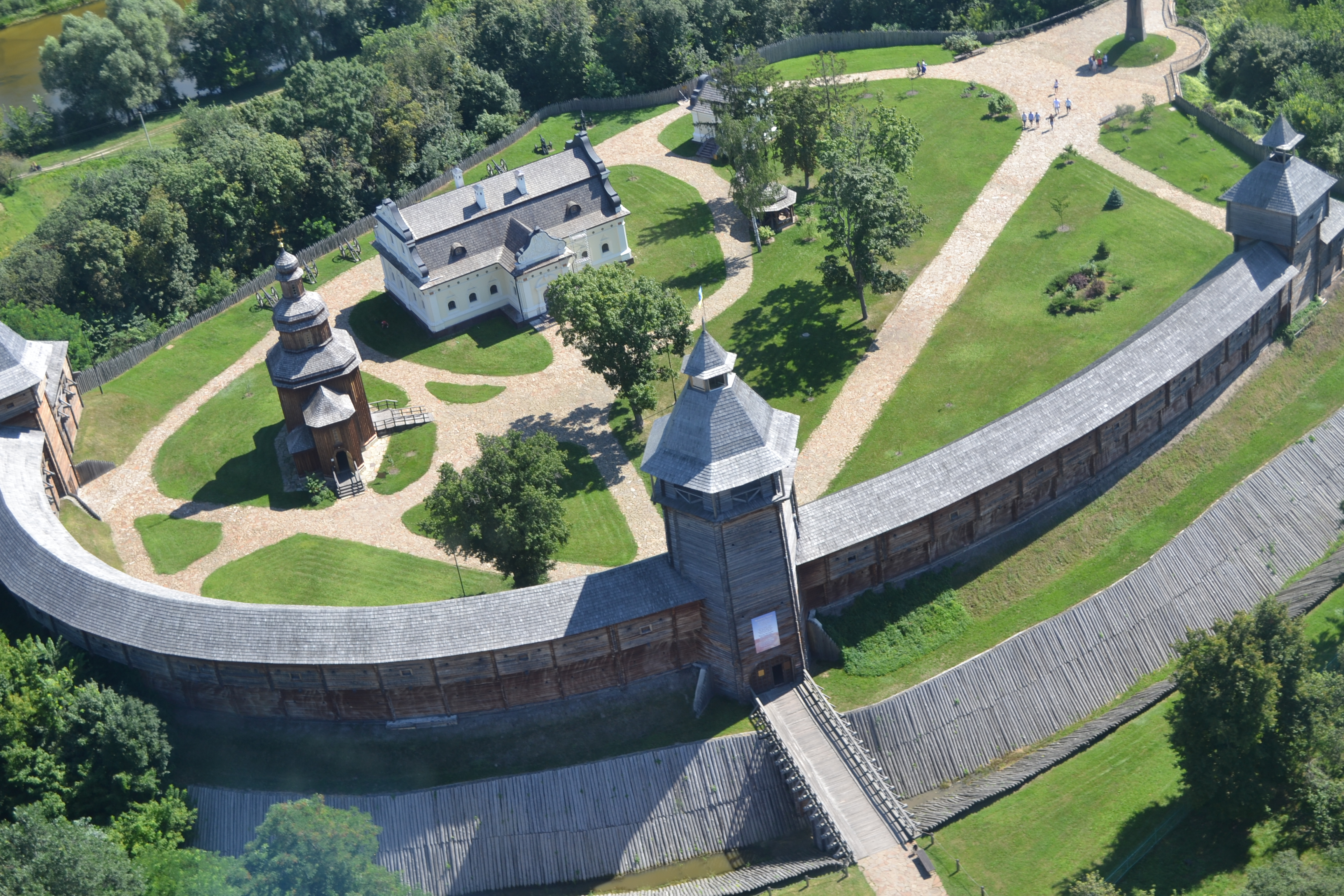
Fortaleza.
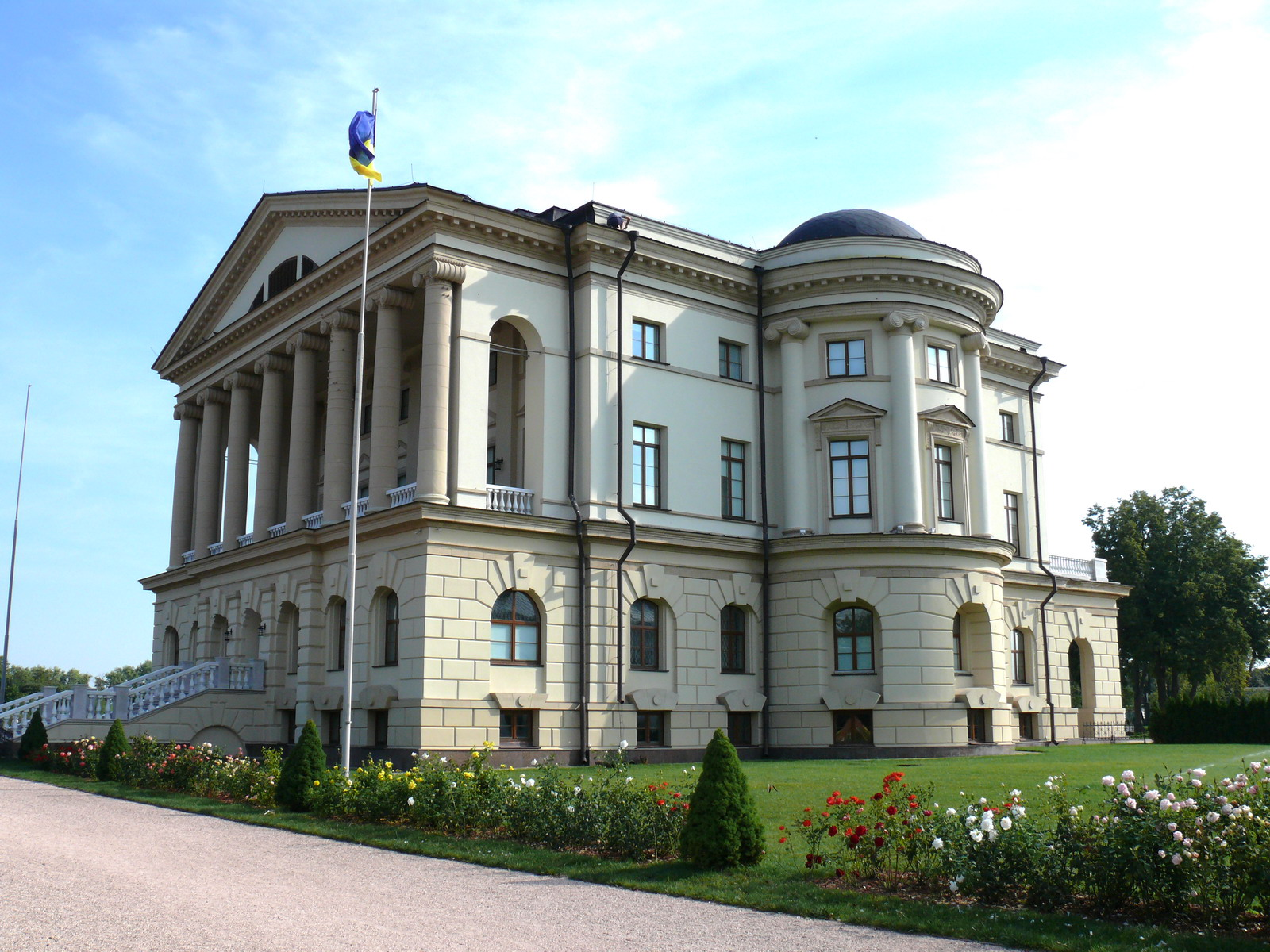
Palacio en Baturin.
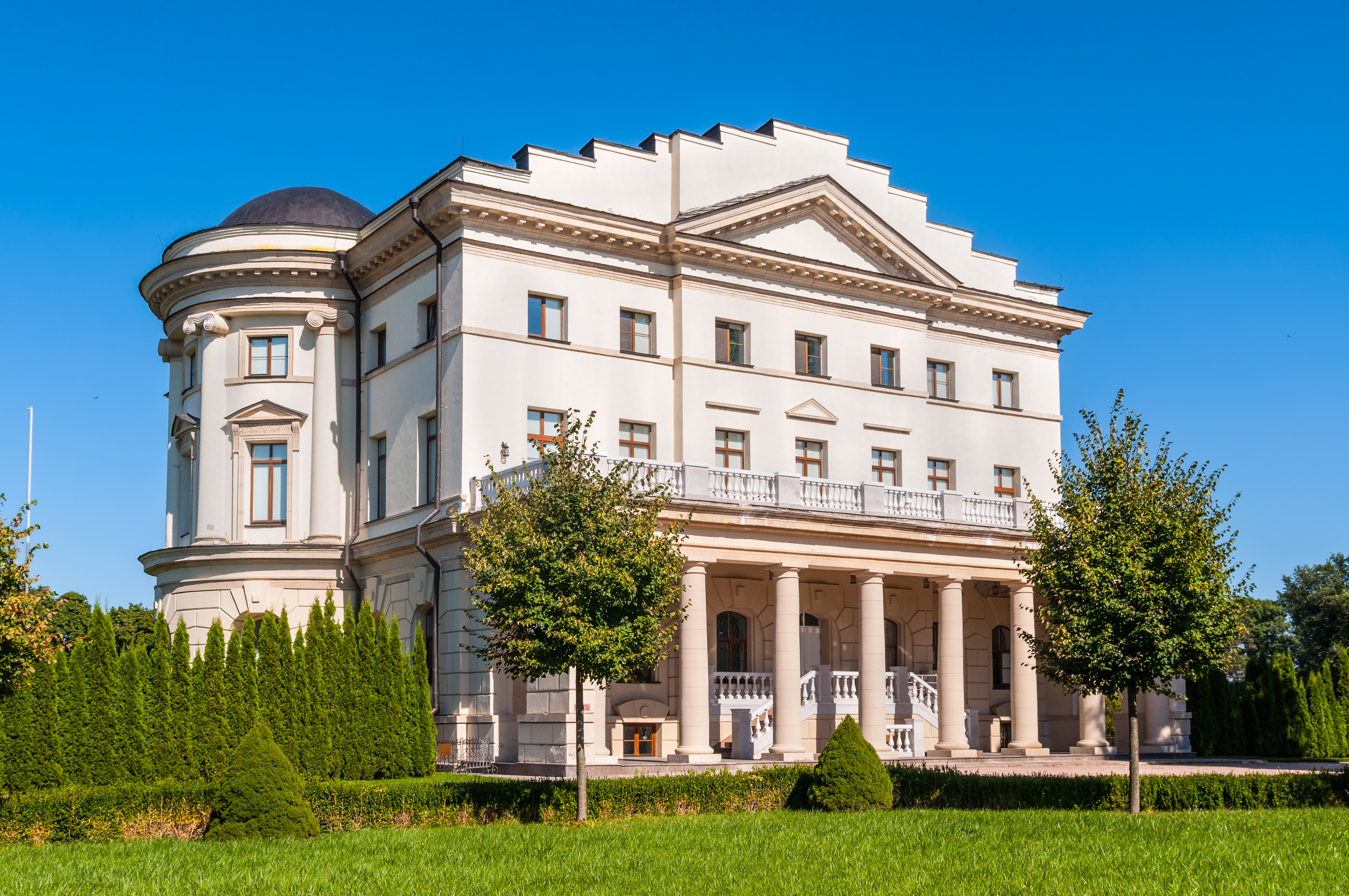
Palacio del hetman Kiril Razumovski.
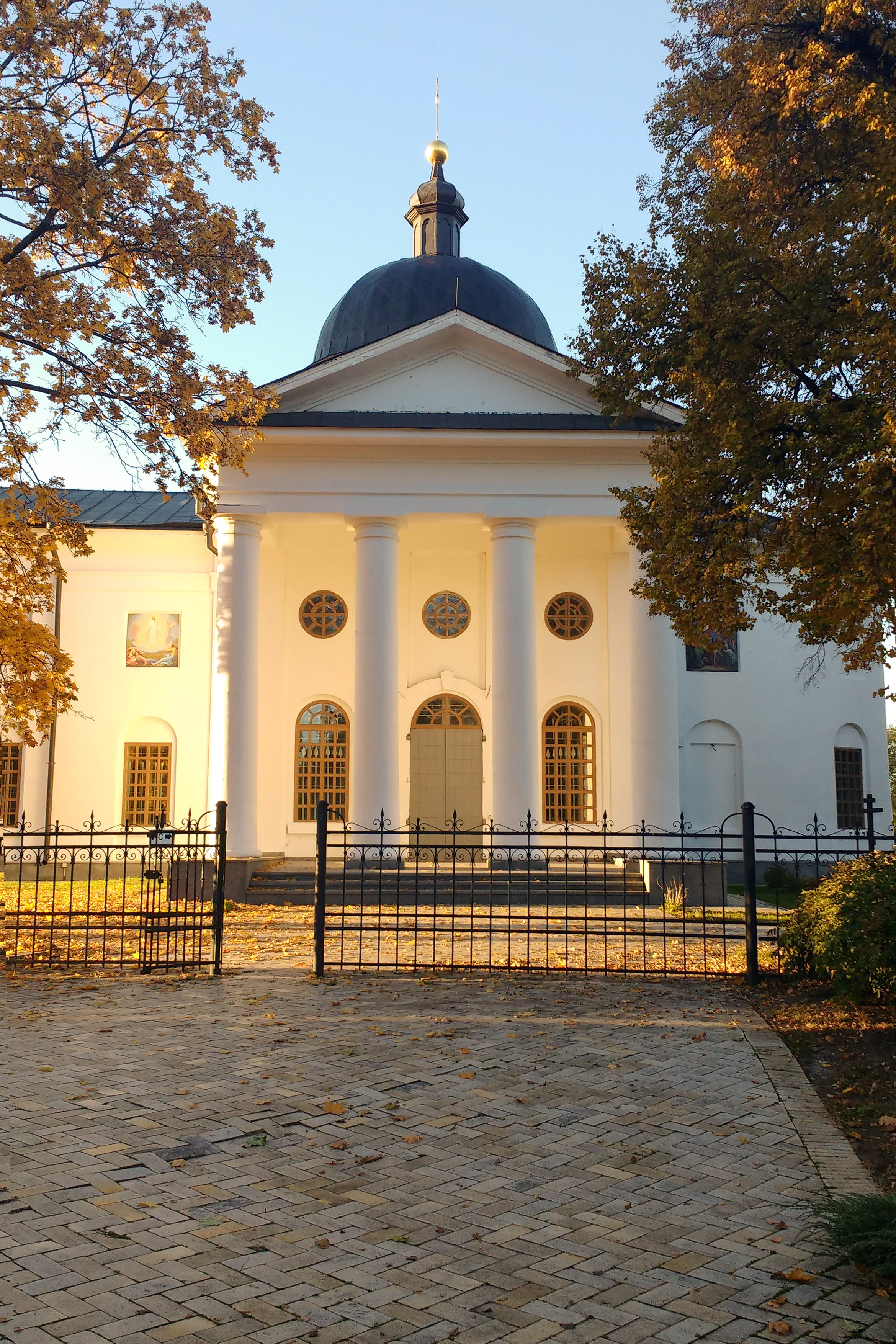
Templo Sviato-Voskresenski donde está enterrado Kiril Razumovski 1803.